# Alburnus istanbulensis
Az Alburnus istanbulensis a sugarasúszójú halak (Actinopterygii) osztályának a pontyalakúak (Cypriniformes) rendjébe, ezen belül a pontyfélék (Cyprinidae) családjába tartozó faj.

## Rendszerezés
Korábban az Alburnus chalcoides alfajának tekintették.

## Előfordulása
Elterjedési területe a Kagithane folyó Isztambul mellett és a Sapanca-tó.

## Megjelenése
Ez a halfaj legfeljebb 18 centiméter hosszú.

## Életmódja
Tápláléka állati plankton és rovarlárvák.

## Szaporodása
Íváskor a sebes folyású patakokba vándorol, ahol a kavicsok közé rakja le az ikráit.